# Marit van Egmond
Marit van Egmond (Etten-Leur, 28 augustus 1973) is een Nederlandse topfunctionaris. Zij was van februari 2019 tot mei 2025 CEO van de Nederlandse supermarktketen Albert Heijn.

## Biografie
Van Egmond studeerde levensmiddelentechnologie aan de HAS Hogeschool in Den Bosch en algemeen management aan de Universiteit van Greenwich in Londen. Daarnaast heeft ze opleidingen gevolgd aan onder andere de London Business School, Nyenrode en de Harvard-universiteit.
In 1997 startte Van Egmond haar carrière binnen het Ahold Delhaize-concern, als trainee bij Albert Heijn. Na een functie in categoriemanagement werd ze in 2006 operationeel directeur. In 2008 werd ze commercieel directeur van Gall & Gall en drie jaar later werd ze eindverantwoordelijk voor de slijterijketen. In 2014 keerde ze terug naar Albert Heijn en trad ze toe tot de directie, eerst als verantwoordelijke voor assortimentsontwikkeling en daarna als commercieel directeur.
In 2019 volgde ze Wouter Kolk op in de Albert Heijn-directie en werd ze de eerste vrouwelijke CEO in de geschiedenis van de supermarktketen. In 2021 werd ze ook eindverantwoordelijk voor Etos en Gall & Gall.
In maart 2025 kondigde Van Egmond haar vertrek aan bij Ahold Delhaize. Haar laatste werkdag bij het bedrijf was 30 april 2025.